# Drop D

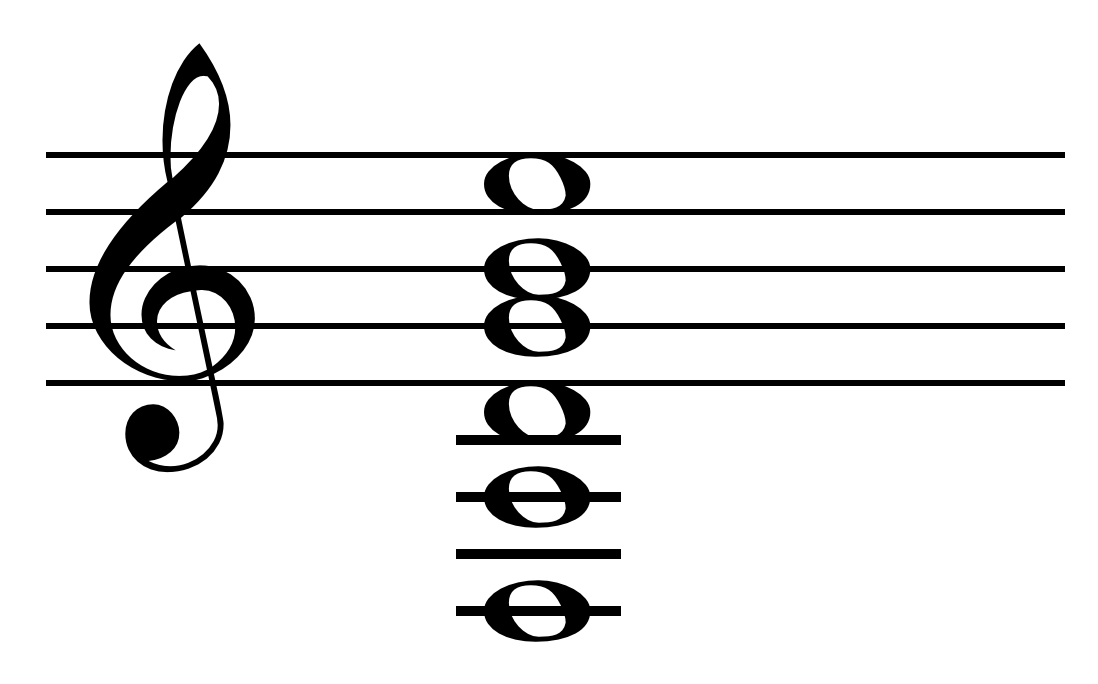

A afinação drop D, também conhecida como dropped D ou drop-D, é uma afinação de guitarra e baixo onde a corda mais grave (mi) é afinada um tom abaixo da afinação padrão (EADGBE), em ré. Ela pode ser representada, da corda mais grave para a mais aguda, como DADGBE ou no baixo como DADG.
Como resultado da alteração, as três cordas mais graves formam um Power chord de ré. Esse powerchord pode ser transposto para qualquer outro, de forma rápida e fácil, utilizando-se apenas um dedo ao longo da escala.
A drop-D é utilizada em vários estilos musicais, um exemplo bem claro é o heavy metal, por causa de sua sonoridade mais grave. Entretanto, essa afinação também é usada para tocar blues, country e muitos outros gêneros musicais, bem como em algumas peças de violão clássico.
Os acordes em drop-D são feitos da mesma forma que na afinação padrão, com exceção da corda mais grave, que é omitida ou digitada duas casas (dois semitons) acima.

## Exemplos de acordes em drop-D
```
A     x02220
Am    x0210
B     x24442
Bm    x24432
C     x32010
D     000232
Dm    000231
E     x22100
Em    222000
F     xx3211
F#    xx4322
F#m   xx4222
G     5x0003
```

## Variação
Pode-se afinar todas as guitarras meio tom abaixo, e abaixar a última corda um tom abaixo, formando assim o Drop C# ou Drop Db.
Também pode-se afinar todas as cordas da guitarra 1 tom abaixo (DGCFAD), e descer a 6ª corda ainda mais um tom, resultando na afinação CGCFAD, chamada de drop C.
Para afinar em drop D, você precisa afinar todas as suas cordas em afinação padrão e depois afinar um tom abaixo, e logo em seguida, afinar a 6º corda um tom abaixo e pronto.

## Artistas e Bandas que usam Afinação Drop-D, C#, C, B, A#.
- Dead Fish (Drop D, Drop C, Drop C#);
- Avenged Sevenfold (Drop D e Drop C#) ;
- Nickelback (Drop-D, Drop-C e Drop-B),
- Helloween (Drop-D, Drop-C e Drop-B),
- Three Days Grace (Drop-D e Drop-C),
- Staind (Drop-C# e Drop-B),
- Slipknot (Drop-B e Drop-A#) (Drop-A# somente na canção "Psychosocial"),
- Neil Young (Drop-D),
- Killswitch Engage (Drop-C),
- Silverchair (Drop-D e Drop-C#),
- Linkin Park (Drop C# e Drop B),
- Rage Against The Machine (Drop D),
- Audioslave (Drop D),
- Pitty (Drop D),
- St. Anger oitavo álbum de estúdio do Metallica (Drop-C),
- All That Remains (Drop C),
- Nirvana (Drop D) algumas musicas.
- A Day To Remember (Drop C) em maioria das músicas
- August Burns Red (Drop C e Drop D)
- Led Zeppelin (Drop D na canção "Kashmir")
- Velvet Revolver (Drop D na canção "Slither")
- System Of A Down (Drop C#  em Mezmerize e Hypnotize)
- Supercombo (antes drop C, agora drop D)